# Sedliská
Sedliská este o comună slovacă, aflată în districtul Vranov nad Topľou din regiunea Prešov. Localitatea se află la altitudinea de 138 m deasupra n.m., se întinde pe o suprafață de 10,13 km2 și în 2017 număra 1.422 de locuitori.

## Istoric
Localitatea Sedliská este atestată documentar din 1323.

## Demografie
| An:                | 1994 | 2004   | 2014   | 2024    |
| ------------------ | ---- | ------ | ------ | ------- |
| Număr de persoane: | 1213 | 1286   | 1380   | 1537    |
| Diferență:         |      | +6,01% | +7,30% | +11,37% |

| An:                | 2023 | 2024   |
| ------------------ | ---- | ------ |
| Număr de persoane: | 1530 | 1537   |
| Diferență:         |      | +0,45% |